# Constantina (Sevilla)
Constantina és una localitat de la província de Sevilla, Andalusia, Espanya. L'any 2005 tenia 6.826 habitants. La seva extensió superficial és de 483 km² i té una densitat de 14,1 hab/km². Les seves coordenades geogràfiques són 37° 52′ N, 5° 37′ O. Està situada a una altitud de 555 metres i a 87 kilòmetres de la capital de la província, Sevilla.

## Demografia
| 1996  | 1998  | 1999  | 2000  | 2001  | 2002  | 2003  | 2004  | 2005  |
| ----- | ----- | ----- | ----- | ----- | ----- | ----- | ----- | ----- |
| 7.390 | 7.246 | 7.246 | 7.145 | 7.055 | 6.928 | 6.889 | 6.818 | 6.826 |